# Harry Andersson
Harry Andersson (né le 7 mars 1913 à Norrköping en Suède et mort le 6 juin 1996) est un joueur de football international suédois.

## Biographie
Il évolue durant sa carrière dans le club du championnat suédois de l'IK Sleipner. Il finit meilleur buteur de l'Allsvenskan (première division) en 1935.
Du côté international, il joue avec l'équipe de Suède et participe à la coupe du monde 1938 en France. Lors de ce mondial, les Suédois finissent 3e de la compétition. Harry Andersson joue ses trois uniques matchs internationaux lors de la compétition, marquant un triplé contre Cuba.